# إريك دارلينغ
إريك دارلينغ (بالإنجليزية: Erik Darling)‏ هو عازف قيثارة وكاتب أغاني وملحن أمريكي، ولد في 25 سبتمبر 1933 في بالتيمور في الولايات المتحدة، وتوفي في 3 أغسطس 2008 في تشابل هيل في الولايات المتحدة.

## وصلات خارجية
- إريك دارلينغ على موقع IMDb (الإنجليزية)
- إريك دارلينغ على موقع ميوزك برينز (الإنجليزية)
- إريك دارلينغ على موقع ديسكوغز (الإنجليزية)
- إريك دارلينغ على موقع قاعدة بيانات الفيلم (الإنجليزية)